# Giovanni Latooy
Giovanni Latooy, geboren als Giovanni Marlo Louis Latooij (Rotterdam, 24 september 1998), ook bekend als Gio, is een Nederlandstalige vlogger op YouTube en acteur.

## Carrière

### YouTube
Latooys eerste YouTube-video kwam online op 1 december 2012, waarin hij een spel speelde zonder facecam. Hij werd bekend door het maken van gamevideo's op zijn kanaal GameplayWorldXL, maar besloot later ook vlogs te maken over zijn leven en familie. In 2015-2016 maakte Latooy een overstap van het gamekanaal naar een meer lifestyle-gerelateerd kanaal en veranderde hij de naam van het kanaal in Gio. Hij bereikte in augustus 2018 de mijlpaal van 1 miljoen abonnees.
Op zijn eerste kanaal, Gio, uploadt hij bijna elke dag om 17.30 uur een nieuwe vlog met allerlei momenten uit zijn dagelijkse leven. Latooy is in 2019 een nieuw kanaal gestart onder de naam Gio2. Op dit kanaal plaatst hij alleen Let's Play video's.
De ouders van Latooy besloten in 2016 om ook een YouTube-kanaal te beginnen. Ze noemden het kanaal De Latooys en begonnen te vloggen over hun dagelijkse leven.

### Nevenactiviteiten
Op 29 november 2019 ging de film Project Gio in première, met Latooy in de hoofdrol. Andere personages zijn zijn bekende vrienden, zijn zus en zijn ouders. De film werd geregisseerd door Bas van Teylingen.
In 2020 deed Latooy mee aan het programma The Big Escape, waarin hij 2e werd. Hij verloor de finale van Marije Zuurveld. Latooy was in 2021 te zien in het SBS6-programma Marble Mania waar hij bij kijkers thuis knikkerbanen bekijkt en test en in Zapp Detective: Het Geheime Genootschap van NPO Zapp.
Samen met zijn tweelingzus, Melanie Latooy, had hij in 2017 een kledinglijn bij CoolCat, de CoolCat X Latooy collectie. Zelf heeft hij ook zijn eigen merchandise die hij verkoopt in zijn eigen webshop.

## Privéleven
Latooy had van 2016 tot 2018 een relatie met influencer Juultje Tieleman. Tussen 2021 en 2023 had hij een relatie met Jade Anna van Vliet.
Sinds 2024 heeft Latooy een zoon, samen met zijn vriendin Lynn Hermanussen, met wie hij sinds 2023 een relatie heeft.

## Filmografie
| Jaar | Film                      | Rol                     |
| ---- | ------------------------- | ----------------------- |
| 2017 | Storm: Letters van Vuur   | ?                       |
| 2017 | Misfit                    | Tim                     |
| 2018 | De Film van Dylan Haegens | Zichzelf                |
| 2019 | Misfit 2                  | Tim                     |
| 2019 | Project Gio               | Een versie van zichzelf |
| 2024 | Game On                   | Ripvis (Roan)           |